# Schloss Zell an der Pram

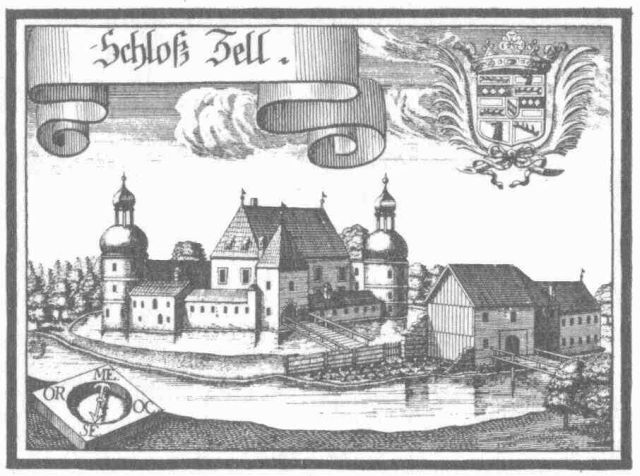
Wasserschloss Zell an der Pram nach einem Kupferstich von Michael Wening von 1721

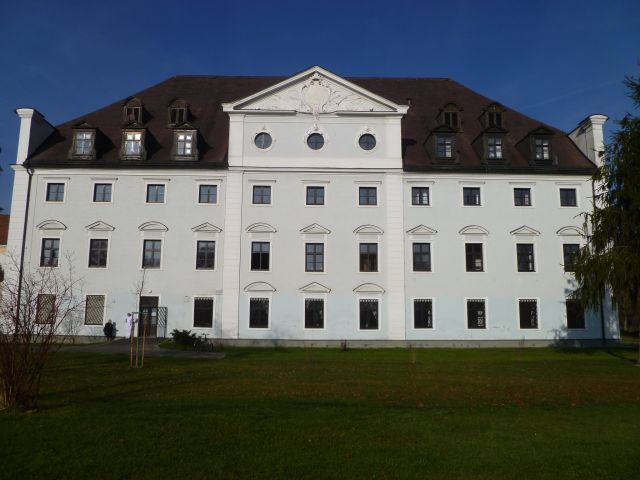
Schloss Zell an der Pram: Hauptfront heute

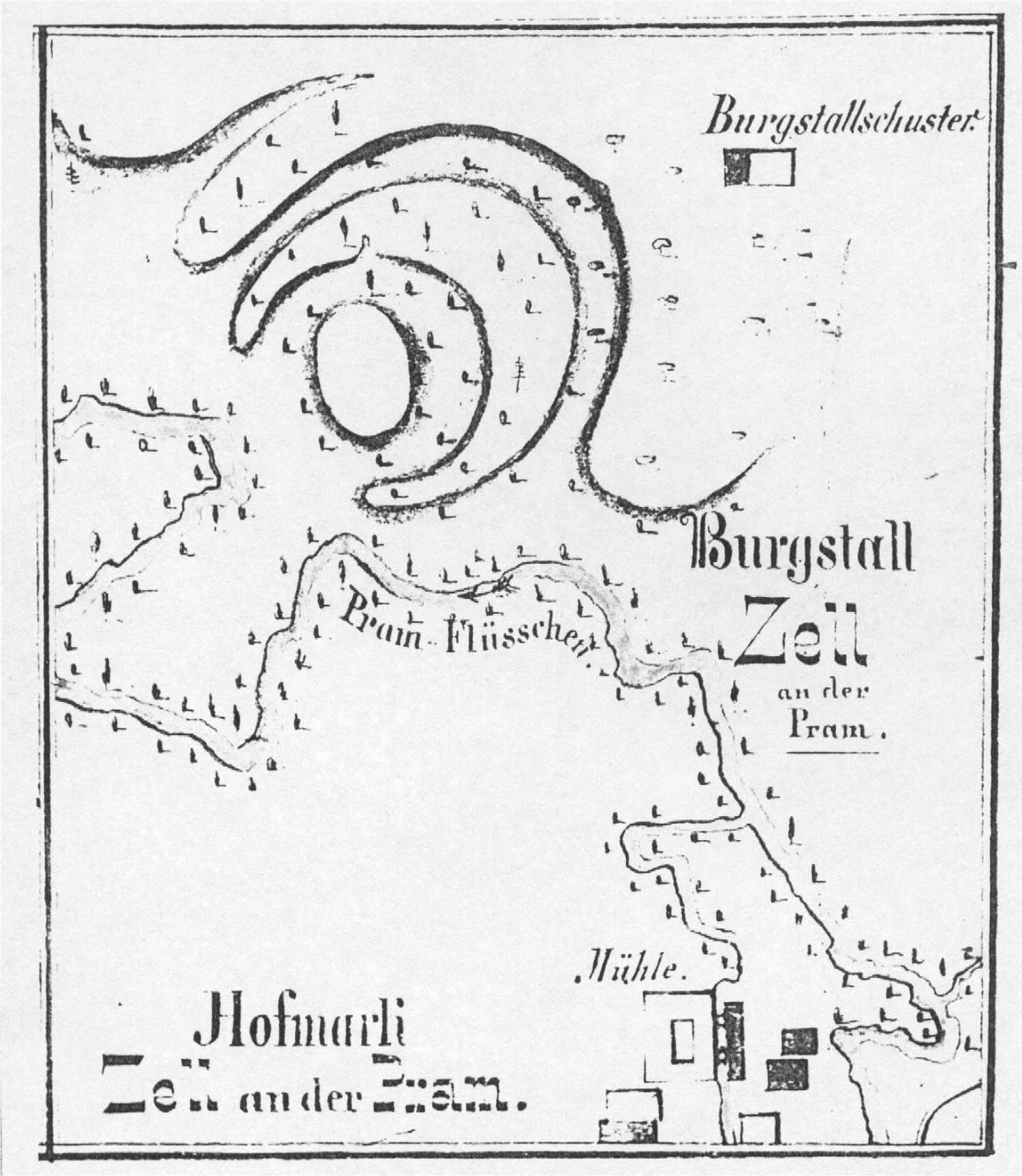
Planskizze des abgegangenen Burgstalls Zell an der Pram von Johann Ev. Lamprecht

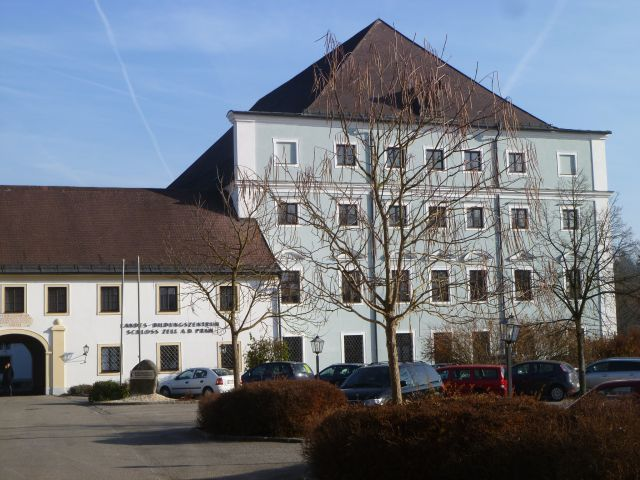
Schloss Zell an der Pram: Westseite mit Eingangstor

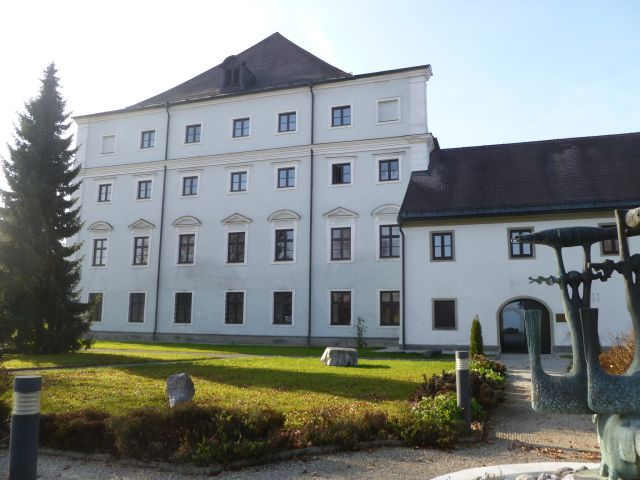
Schloss Zell an der Pram: Ostseite mit Rosengarten

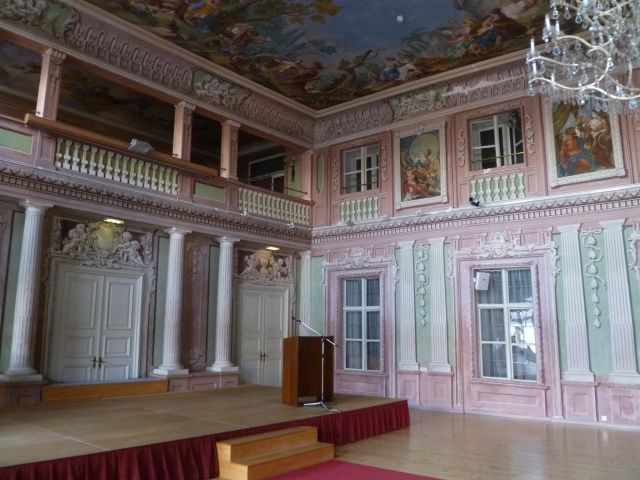
Schloss Zell an der Pram: Festsaal

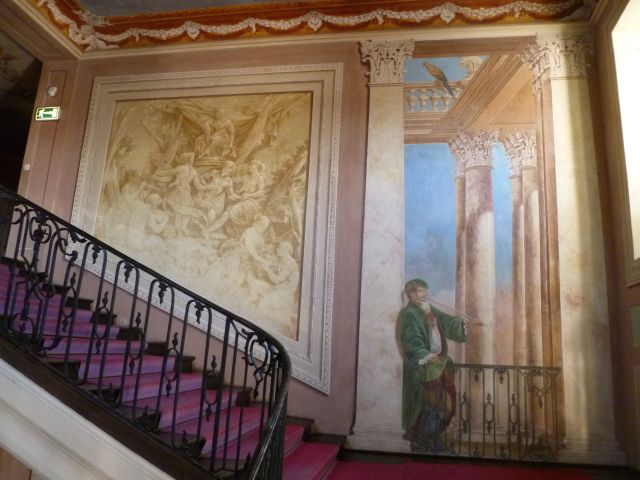
Schloss Zell an der Pram: Treppe

Das Schloss Zell an der Pram liegt in der gleichnamigen Gemeinde und gehört stilistisch bereits zum Frühklassizismus.

## Geschichte
Das gegenwärtige Schloss ist bereits die dritte Schloss- beziehungsweise Burganlage dieses Namens. Der erste Bau, mit Burgstall bezeichnet, befand sich auf der rechten Uferseite der Pram; die lange noch vorhandenen Fundamentreste wurden beim Bau der dort verlaufenden Innviertler Bundesstraße B 137 im Jahr 1964 abgetragen, sodass davon heute nichts mehr vorhanden ist.
Das nächste Schloss Zell war ein Wasserschloss, an dessen Stelle das heutige Gebäude getreten ist. Das Wasserschloss, ein zweigeschoßiger Wohnbau, der von einer Mauer mit Türmen umgeben war, lag auf einer Insel in einem Teich. Der jetzige Bau stammt aus der zweiten Hälfte des 18. Jahrhunderts, verweist in seiner Formensprache aber bereits auf den Frühklassizismus.
Zell selbst wird seit dem Jahr 955 beurkundet. Die ersten, noch auf der rechtsufrigen Burg sesshaften Zeller waren Hermann und Otto de Celle. Ein Teil dieser Familie besaß zwischen 1433 und 1484 auch die Herrschaft Riedau, die dann zu einer gemeinsamen Verwaltung zusammengefasst wurde. Das spätere Wasserschloss wurde von dieser Familie 1426 am linken Pramufer erbaut. Im 16. Jahrhundert starb dieses Geschlecht mit Christoph Zeller 1550 aus. Seine beiden Töchter brachten den Besitz je zur Hälfte an ihre Ehemänner, Christoph Retschan und Leo von Hoheneck. Der Retschansche Anteil gelangte über Erbwege an die von Hochberg und in der Folge an die von Tattenbach, die 1638 dann auch den anderen Teil wieder erwerben konnten. Aufgrund ihrer Verdienste hat Kaiser Ferdinand die von Tattenbach bereits 1637 in den Reichsgrafenstand erhoben. Die von Tattenbach-Rheinstein wohnten allerdings nicht in Zell, sondern in St. Martin. Das Schloss Zell war ein Witwensitz und vor allem ein Jagdschloss. Graf Ferdinand Josef von Tattenbach-Rheinstein ließ das im Zuge des Spanischen Erbfolgekrieges stark verwüstete alte Wasserschloss zwischen 1709 und 1712 umbauen. 1760 wurde der Südtrakt abgebrochen und mit dem Neubau des jetzigen Schlosses begonnen, der 1774 beendet war. Baumeister war Franz de Cuvilliés der Jüngere; der kurfürstliche Hofmaler Christian Wink (1739–1795) gestaltete im Festsaal die Freskenmalerei an der Decke, Galerie und Empore im Rokoko-Stil, die Scheinarchitektur auf den Wänden stammt vom Münchner Theatermaler Josef Damian Stuber. 1821 kaufte Graf Maximilian von Arco-Valley nach dem Aussterben der von Tattenbach den ganzen Besitz mit St. Martin, Zell und Sigharting.

## Gegenwart
Im 19. Jahrhundert begann der Niedergang des Schlosses, 1938 sollte es sogar zugunsten einer neuen Schule abgerissen werden. 1941 wurde die Nachbargemeinde Riedau Besitzerin, die das Schloss aber an die Deutsche Reichsbahn abgeben musste. 1945 wurde der Besitz als „Deutsches Eigentum“ konfisziert, aber von der Österreichischen Bundesbahn verwaltet. 1949 erwarb die Gemeinde Zell an der Pram das Gebäude und adaptierte es für eine Volksschule, einen Kindergarten und für Wohnparteien. Mit dem Auszug von Schule und Kindergarten ergab sich 1973 eine kritische Situation für den Schlossbau. Zwischen 1975 und 1978 erfolgten die Generalsanierung und die Adaptierung für das oberösterreichische Landesbildungszentrum für musische Erwachsenenbildung. Das Schloss ist heute ein Mittelpunkt für das kulturelle Leben des Innviertels. Eigentümer ist weiterhin die Gemeinde Zell an der Pram, allerdings ist das Schloss auf 99 Jahre an das Land Oberösterreich verpachtet, das hier ein reichhaltiges Seminarprogramm anbietet.

## Heutiges Erscheinungsbild
Das Schloss Zell ist ein mächtiger dreigeschoßiger Baublock mit einem nun geschlossenen Innenhof. Die Hauptfront bildet ein dreiachsiger Mittelrisalit mit einem Giebel, der von zwei Flügeln begrenzt wird. Ein früher vorhandener Balkon ist heute verschwunden. Die Bedachung besteht aus einem Satteldach mit eingebauten Mansarden. Im Westtrakt im Bereich des ehemaligen Rossstalles befindet sich der sogenannte „Kulturkeller“, ausgestattet mit einem schönen Gewölbe und zwei Reihen toskanischer Säulen. Im Nordtrakt der Hofes, der früheren Schlossscheune, ist nun ein Mehrzwecksaal eingerichtet. Der Außenbereich ist durch einen Rosen- und einen Steingarten gestaltet. 
Im Schlossinneren befindet sich ein über zwei Stockwerke reichender Festsaal, der an den Schmalseiten von Galerien und ionischen Säulen abgeschlossen wird. Die Decken- und Wandbilder stellen Szenen aus der griechischen Mythologie und Genrebilder aus dem adeligen Landleben dar. Im Stiegenhaus befindet sich ein prächtiges Treppengeländer, die Wände sind mit Rokokomalereien ausgestaltet. 